# Leaphis prima
Leaphis prima (лат.) — вид вымерших равнокрылых хоботных насекомых из монотипического рода Leaphis и семейства Leaphididae (Triassoaphidoidea, Aphidomorpha) из отряда Hemiptera.

## Распространение
Жили в триасовом периоде (анизийский ярус) на территории Франции (Арзвиллер, департамент Мозель; около 245 млн лет).

## Описание
Мелкие ископаемые тли. Длина переднего крыла около 2 мм (ширина 0,8 мм). Птеростигма сравнительно длинная (равна 25 % длины крыла). Таксон был впервые описан по отпечаткам в 2010 году российским палеоэнтомологом Д. Щербаковым (Палеонтологический институт РАН, Москва, Россия). Название рода дано в честь палеоботаника Dr. Leo Grauvogel-Stamm. Выделены в подсемейство Leaphidinae в составе семейства Creaphididae. Позднее семейство Creaphididae было перенесено в состав Triassoaphidoidea (Aphidomorpha), а статус подсемейства Leaphidinae был повышен до отдельного семейства Leaphididae в составе Triassoaphidoidea.